# Cosmo’s Factory
Cosmo’s Factory ist das fünfte Studioalbum der US-amerikanischen Rockband Creedence Clearwater Revival. Es erschien im Juli 1970 und ist eines von sechs Alben, die die Band innerhalb von etwas mehr als zwei Jahren veröffentlichte.

## Entstehung und Veröffentlichung
Die Erstveröffentlichung von Cosmo’s Factory erfolgte am 16. Juli 1970 bei Fantasy Records. Das Album erschien in seiner Originalausführung als LP mit elf Titeln (Katalognummer: Fantasy 8402); 1993 erschien eine remasterte Gold-Disc mit den Originaltiteln (Katalognummer: DCC GZS-1031), und am 26. September 2008 eine remasterte CD-Ausführung mit drei Bonustiteln (Katalognummer: FAN-30880).
Geschrieben wurden die meisten Lieder alleine von Creedence-Clearwater-Revival-Frontmann John Fogerty; lediglich die Coverversionen zu Before You Accuse Me, Ooby Dooby, My Baby Left Me und I Heard It Through the Grapevine wurden nicht von ihm geschrieben. Darüber hinaus war Fogerty alleine für die Produktion aller Lieder verantwortlich.
Der Albumtitel kommt von einer Lagerhalle in Berkeley, in der die Band probte. Weil Bandleader John Fogerty großen Wert darauf legte, nahezu jeden Tag dort zu arbeiten, begann Doug „Cosmo“ Clifford, der Schlagzeuger der Band, von jenem Ort als „the factory“ (‚die Fabrik‘) zu sprechen.

## Titelliste
Seite 1:
1. Ramble Tamble (J. C. Fogerty) – 7:10
2. Before You Accuse Me (McDaniels) – 3:27
3. Travelin’ Band (J. C. Fogerty) – 2:07
4. Ooby Dooby (Moore–Penner) – 2:07
5. Lookin’ Out My Back Door (J. C. Fogerty) – 2:35
6. Run Through the Jungle (J. C. Fogerty) – 3:10

Seite 2:
1. Up Around the Bend (J. C. Fogerty) – 2:42
2. My Baby Left Me (Arthur Crudup) – 2:19
3. Who’ll Stop the Rain (J. C. Fogerty) – 2:29
4. I Heard It Through the Grapevine (Whitfield–Strong) – 11:07
5. Long as I Can See the Light (J. C. Fogerty) – 3:33

## Mitwirkende
- Tamaki Beck: Mastering Supervisor
- Robert Christgau: Covertext
- Bob Fogerty: Artwork, Fotografie
- John Fogerty: Arrangement, Produktion
- Kevin Gray: Mastering
- Steve Hoffman: Mastering
- Shigeo Miyamoto: Mastering

## Singleauskopplungen
| Jahr | Titel                                                     | Höchstplatzierung, Gesamtwochen/‑monate, AuszeichnungChartplatzierungen (Jahr, Titel, , Platzierungen, Wochen/Monate, Auszeichnungen, Anmerkungen) | Höchstplatzierung, Gesamtwochen/‑monate, AuszeichnungChartplatzierungen (Jahr, Titel, , Platzierungen, Wochen/Monate, Auszeichnungen, Anmerkungen) | Höchstplatzierung, Gesamtwochen/‑monate, AuszeichnungChartplatzierungen (Jahr, Titel, , Platzierungen, Wochen/Monate, Auszeichnungen, Anmerkungen) | Höchstplatzierung, Gesamtwochen/‑monate, AuszeichnungChartplatzierungen (Jahr, Titel, , Platzierungen, Wochen/Monate, Auszeichnungen, Anmerkungen) | Höchstplatzierung, Gesamtwochen/‑monate, AuszeichnungChartplatzierungen (Jahr, Titel, , Platzierungen, Wochen/Monate, Auszeichnungen, Anmerkungen) | Anmerkungen                           | [↑]: gemeinsam behandelt mit vorhergehendem Eintrag; [←]: in beiden Charts platziert |
| Jahr | Titel                                                     | DE | AT | CH | UK | US | Anmerkungen                           |                                                                                      |
| ---- | --------------------------------------------------------- | --- | --- | --- | --- | --- | ------------------------------------- | ------------------------------------------------------------------------------------ |
| 1970 | Travelin’ Band                                            | DE4 (3 Mt.)DE | AT8 (3 Mt.)AT | CH4 (15 Wo.)CH | UK8 (13 Wo.)UK | US2 (10 Wo.)US | Erstveröffentlichung: 24. Januar 1970 |                                                                                      |
| 1970 | Who’ll Stop the Rain                                      | — | — | — | — | US— PlatinUS | Erstveröffentlichung: 24. Januar 1970 |                                                                                      |
| 1970 | Up Around the Bend                                        | DE3 (3½ Mt.)DE | AT3 (4 Mt.)AT | CH6 (9 Wo.)CH | UK3 Silber · (12 Wo.)UK | US4 Platin + Gold · (11 Wo.)US | Erstveröffentlichung: April 1970      |                                                                                      |
| 1970 | Run Through the Jungle[DE: ↑][AT: ↑][CH: ↑][UK: ↑][US: ↑] | DE3 (3½ Mt.)DE | AT3 (4 Mt.)AT | CH6 (9 Wo.)CH | UK3 Silber · (12 Wo.)UK | US4 Platin + Gold · (11 Wo.)US | Erstveröffentlichung: April 1970      |                                                                                      |
| 1970 | Lookin’ Out My Back Door                                  | DE2 (5 Mt.)DE | AT1 (4 Mt.)AT | — | — | US2 Platin · (13 Wo.)US | Erstveröffentlichung: 29. Juli 1970   |                                                                                      |
| 1970 | Long as I Can See the Light                               | — | — | CH10 (2 Wo.)CH | UK20 (9 Wo.)UK[US: ↑] | US2 Platin · (13 Wo.)US | Erstveröffentlichung: 29. Juli 1970   |                                                                                      |

## Rezeption
Das Rolling Stone führt Cosmo’s Factory auf Platz 265 ihrer 500 besten Alben aller Zeiten.
Die Stücke Lookin’ Out My Back Door und Run Through the Jungle sind auf dem Soundtrack des Films The Big Lebowski enthalten. Der Titel Long as I Can See the Light läuft im Abspann des Films State of Play – Stand der Dinge.

## Kommerzieller Erfolg

### Chartplatzierungen
Cosmo’s Factory avancierte zum Nummer-eins-Album in Norwegen, den Vereinigten Staaten und dem Vereinigten Königreich. In den Vereinigten Staaten erreichte es zudem Rang elf der Billboard Black Albums Charts, was für eine „weiße“ Musikgruppe äußerst selten ist.
| ChartsChartplatzierungen       | Höchstplatzierung | Wochen |
| ------------------------------ | ----------------- | ------ |
| Deutschland (GfK)              | 4 (28 Wo.)        | 28     |
| Vereinigte Staaten (Billboard) | 1 (69 Wo.)        | 69     |
| Vereinigtes Königreich (OCC)   | 1 (15 Wo.)        | 15     |

| ChartsJahrescharts (1971) | Platzierung |
| ------------------------- | ----------- |
| Deutschland (GfK)         | 41          |

### Auszeichnungen für Musikverkäufe
| Land/Region                  | Auszeichnungen für Musikverkäufe (Land/Region, Auszeichnung, Verkäufe) | Verkäufe  |
| ---------------------------- | ---------------------------------------------------------------------- | --------- |
| Deutschland (BVMI)           | Gold                                                                   | 250.000   |
| Finnland (IFPI)              | Gold                                                                   | 20.000    |
| Neuseeland (RMNZ)            | Gold                                                                   | 7.500     |
| Vereinigte Staaten (RIAA)    | 4× Platin                                                              | 4.000.000 |
| Vereinigtes Königreich (BPI) | Gold                                                                   | 100.000   |
| Insgesamt                    | 4× Gold · 4× Platin ·                                                  | 4.377.500 |

Hauptartikel: Creedence Clearwater Revival/Auszeichnungen für Musikverkäufe